# بازآرایی ویلگرود
بازآرایی ویلگرود(به انگلیسی: Willgerodt rearrangement) یا واکنش ویلگرود(به انگلیسی: Willgerodt reaction) یک واکنش آلیست که طی آن یک آریل آلکیل کتون با واکنش با آمونیوم پلی‌سولفید، به آمید مربوطه تبدیل می‌شود. این واکنش به افتخار شیمیدان آلمانی  کنراد ویلگرود نامگذاری شده‌است. تشکیل کربوکسیلیک اسید مربوطه یک واکنش جانبیست که طی این واکنش رخ می‌دهد. 